# Sweet Child O' Mine
Sweet Child O' Mine je píseň skupiny Guns N' Roses vydaná v roce 1987 na albu Appetite for Destruction. Singl vyšel ve stejném roce a stal se prvním singlem kapely, který se dostal na první místo žebříčku Billboard Hot 100. Uvádí se, že Sweet Child O'Mine je jednou z mála písní, kterou lze rozpoznat po zahrání pouhých prvních třech tónů.

## Píseň
Píseň oficiálně napsali Guns N' Roses jako celek, konkrétně obsahuje Slashův riff, Axlův text, Izzyho akordy a Duffovy basy. Předpokládá se, že píseň je o Axlově tehdejší přítelkyni Erin Everly.
Bývalý kytarista kapely Slash se o písní vyjadřoval negativně kvůli jejímu původu, protože ji původně hrál jen z legrace. Když se Slash a Steven Adler rozcvičovali, hrával Slash „cirkusový“ riff a dělal na Adlera grimasy. Adler jej požádal, aby zahrál riff znovu, Izzy Stradlin napsal akordy. Axla Rose píseň zaujala a začal zpívat text, který dříve napsal jako báseň. V rozhovoru pro Hit Parader v roce 1988 řekl McKagan:
Napsali jsme ji asi za pět minut. Byly to jenom tři akordy. Znáte ten Slashův riff na začátku? Byl to docela vtip, mysleli jsme si, 'co je to za song? Nic z toho nebude, bude to jen vycpávka na albu.' A kromě zpěvu je velice sladká a upřímná.

## Videoklip
Videoklip zobrazuje kapelu obklopenou členy štábu rozehrávající se v opuštěném divadle. Ve videoklipu se také objevují přítelkyně některých členů kapely. Videoklip byl extrémně úspěšný na MTV a pomohl kapele dostat se do mainstreamových rádií.
Ve snaze udělat ji prodejnější na MTV a v rádiích byla píseň zkrácena z 5:56 na 4:20 minuty vynecháním Slashova sóla. Toto rozhodnutí vyvolalo hněv členů kapely, Axl Rose v rozhovoru pro Rolling Stone v roce 1989 řekl: „Nesnáším sestříhanou verzi Sweet Child O' Mine. Rádia řekla, 'dobře, ale váš zpěv jsme nevystřihli.' Mou oblíbenou částí je ale Slashovo sólo, to je nejsilnější část písně. Nebyl důvod jej vystřihnout, kromě vytvoření více místa pro reklamu, aby získali majitelé stanic více dolarů. Když se k vám dostane osekaná verze Paradise City, půlka Sweet Child O' Mine, nebo sestříhaná Patience, je to podvod.“
V květnu 2006 prozradil Axl Rose, že původní nápad byl udělat videoklip o obchodu s drogami. Videoklip měl zobrazovat Asiatku cestující se svým dítětem do ciziny a na konci by se ukázalo, že dítě je mrtvé a plné heroinu. Geffen Records ale tento koncept odmítl.

## Úspěchy
Píseň se umístila na 37. místě v anketě časopisu Guitar World „100 Greatest Guitar Solos“. V žebříčku časopisu Blender „500 Greatest Songs Since You Were Born“ se umístila pátá a v žebříčku časopisu Rolling Stone „500 Greatest Songs of All Time“ skončila na 196. místě. Časopis Q umístil píseň na šesté místo v žebříčku „100 Greatest Guitar Tracks“. Čtenáři časopisu Total Guitar označili slavný úvodní riff za nejlepší riff všech dob.